# Dolichopus frosti
Dolichopus frosti är en tvåvingeart som beskrevs av Justin B. Runyon 2008. Dolichopus frosti ingår i släktet Dolichopus och familjen styltflugor.
Artens utbredningsområde är Pennsylvania. Inga underarter finns listade i Catalogue of Life.